# Lista odcinków serialu anime Tokyo Revengers
Artykuł zawiera listę wszystkich wyemitowanych odcinków telewizyjnego serialu anime Tokyo Revengers, produkowanego na podstawie mangi autorstwa Kena Wakuia. 24-odcinkowa seria po raz pierwszy była emitowana w Japonii od 11 kwietnia do 19 września 2021 w MBS i innych stacjach. Emisja drugiego sezonu rozpoczęła się 8 stycznia i zakończyła 2 kwietnia 2023, licząc 13 odcinków. Trzeci sezon był emitowany od 4 października do 27 grudnia 2023.

## Przegląd sezonów
| Sezon | Sezon | Odcinki | Premiera serii      | Finał serii      |
| ----- | ----- | ------- | ------------------- | ---------------- |
|       | 1     | 24      | 11 kwietnia 2021    | 19 września 2021 |
|       | 2     | 13      | 8 stycznia 2023     | 2 kwietnia 2023  |
|       | 3     | 13      | 4 października 2023 | 27 grudnia 2023  |

## Lista odcinków

### Sezon 1
| №  | #  | Tytuł            | Reżyseria                        | Scenariusz    | Premiera         |
| -- | -- | ---------------- | -------------------------------- | ------------- | ---------------- |
| 1  | 1  | Reborn           | Makoto Tamagawa                  | Yasuyuki Mutō | 11 kwietnia 2021 |
| 2  | 2  | Resist           | Saori Tachibana                  | Yasuyuki Mutō | 18 kwietnia 2021 |
| 3  | 3  | Resolve          | Katsuya Asano                    | Yasuyuki Mutō | 25 kwietnia 2021 |
| 4  | 4  | Return           | Takahiro Ono                     | Yoriko Tomita | 2 maja 2021      |
| 5  | 5  | Releap           | Takanori Yano                    | Yasuyuki Mutō | 9 maja 2021      |
| 6  | 6  | Regret           | Rion Kujō                        | Yoriko Tomita | 16 maja 2021     |
| 7  | 7  | Revive           | Yū Harima                        | Yasuyuki Mutō | 23 maja 2021     |
| 8  | 8  | Rechange         | Makoto Tamagawa                  | Yasuyuki Mutō | 30 maja 2021     |
| 9  | 9  | Revolt           | Aimi Yamauchi                    | Yoriko Tomita | 6 czerwca 2021   |
| 10 | 10 | Rerise           | Yū Harima                        | Yasuyuki Mutō | 13 czerwca 2021  |
| 11 | 11 | Respect          | Ryūhei Aoyagi                    | Seiko Takagi  | 20 czerwca 2021  |
| 12 | 12 | Revenge          | Ken’ichi Kuhara                  | Seiko Takagi  | 27 czerwca 2021  |
| 13 | 13 | Odds and Ends    | Fumihiro Ueno                    | Yoriko Tomita | 4 lipca 2021     |
| 14 | 14 | Break up         | Daiki Handa                      | Yoriko Tomita | 11 lipca 2021    |
| 15 | 15 | No Pain, no gain | Kana Kawana                      | Seiko Takagi  | 18 lipca 2021    |
| 16 | 16 | Once upon a time | Rion Kujō                        | Yasuyuki Mutō | 25 lipca 2021    |
| 17 | 17 | No way           | Ryūhei Aoyagi                    | Yoriko Tomita | 1 sierpnia 2021  |
| 18 | 18 | Open Fire        | Ken’ichi Kuhara                  | Seiko Takagi  | 8 sierpnia 2021  |
| 19 | 19 | Turn around      | Noriyuki Nomata                  | Yasuyuki Mutō | 15 sierpnia 2021 |
| 20 | 20 | Dead or Alive    | Yū Harima                        | Yasuyuki Mutō | 22 sierpnia 2021 |
| 21 | 21 | One and only     | Kana Kawana                      | Yasuyuki Mutō | 29 sierpnia 2021 |
| 22 | 22 | One for all      | Rion Kujō                        | Yoriko Tomita | 5 września 2021  |
| 23 | 23 | End of war       | Michiru Itabisashi, Rei Nakahara | Seiko Takagi  | 12 września 2021 |
| 24 | 24 | A Cry baby       | Kōji Aritomi                     | Yasuyuki Mutō | 19 września 2021 |

### Sezon 2
| №  | #  | Tytuł                                              | Reżyseria              | Scenariusz    | Premiera         |
| -- | -- | -------------------------------------------------- | ---------------------- | ------------- | ---------------- |
| 25 | 1  | Jest, jak jest It is what it is                    | Kōji Aritomi           | Yasuyuki Mutō | 8 stycznia 2023  |
| 26 | 2  | Na mnie pora Gotta go                              | Ken’ichi Kuhara        | Yasuyuki Mutō | 15 stycznia 2023 |
| 27 | 3  | Solo Stand alone                                   | Yoshinobu Kasai        | Yasuyuki Mutō | 22 stycznia 2023 |
| 28 | 4  | Rodzinne więzy Family bonds                        | Rei Nakahara, Moe Katō | Yasuyuki Mutō | 29 stycznia 2023 |
| 29 | 5  | Wigilia Christmas Eve                              | Yū Yabuuchi            | Yasuyuki Mutō | 5 lutego 2023    |
| 30 | 6  | Whip Up Morale                                     | Kenji Kuroda           | Yasuyuki Mutō | 12 lutego 2023   |
| 31 | 7  | Konflikt rodzeństwa Sibling rivalry                | Kazutoshi Ōno          | Yasuyuki Mutō | 19 lutego 2023   |
| 32 | 8  | Wspólna walka Strive together                      | Kōji Aritomi           | Yasuyuki Mutō | 26 lutego 2023   |
| 33 | 9  | Świt nowej ery Dawning of a new era                | Yoshifumi Sueda        | Yasuyuki Mutō | 5 marca 2023     |
| 34 | 10 | Światło mojego życia The light of my life          | Shōji Ikeno            | Yasuyuki Mutō | 12 marca 2023    |
| 35 | 11 | W drodze do domu On my way home                    | Yoshinobu Kasai        | Yasuyuki Mutō | 19 marca 2023    |
| 36 | 12 | Ostatnia prośba Last order                         | Takahiro Tanaka        | Yasuyuki Mutō | 26 marca 2023    |
| 37 | 13 | Nieszczęścia chodzą parami When it rains, it pours | Moe Katō, Rei Nakahara | Yasuyuki Mutō | 2 kwietnia 2023  |

### Sezon 3
| №  | #  | Tytuł                                      | Reżyseria         | Scenariusz      | Premiera             |
| -- | -- | ------------------------------------------ | ----------------- | --------------- | -------------------- |
| 38 | 1  | Najdłuższy dzień The longest day           | Yoshitaka Moshino | Yasuyuki Mutō   | 4 października 2023  |
| 39 | 2  | Śmiertelny wróg Mortal enemy               | Kayona Yamada     | Yasuyuki Mutō   | 11 października 2023 |
| 40 | 3  | Cierpliwość się kończy Run out of patience | Yoshinobu Kasai   | Yasuyuki Mutō   | 18 października 2023 |
| 41 | 4  | Powrót do życia Come back to life          | Yoshifumi Sueda   | Yasuyuki Mutō   | 25 października 2023 |
| 42 | 5  | Złe przeczucie A bad hunch                 | Koji Aritomi      | Yasuyuki Mutō   | 1 listopada 2023     |
| 43 | 6  | Sprzeciw Rise against                      | Kazuhisa Ono      | Yasuyuki Mutō   | 8 listopada 2023     |
| 44 | 7  | Odwrócić bieg Turn the tide                | Rei Nakahara      | Yasuyuki Mutō   | 15 listopada 2023    |
| 45 | 8  | Wiem to I know in my head                  | Yukiko Imai       | Yasuyuki Mutō   | 22 listopada 2023    |
| 46 | 9  | Niebieska bestia The blue ogre             | Yoshitaka Makino  | Yasuyuki Mutō   | 29 listopada 2023    |
| 47 | 10 | Odważne serce Brave heart                  | Koji Aritom       | Yasuyuki Mutō   | 6 grudnia 2023       |
| 48 | 11 | Nie zostało już nic Nothing is left        | Yoshinobu Kasai   | Yasuyuki Mutō   | 13 grudnia 2023      |
| 49 | 12 | Raj utracony Paradise lost                 | Kazuhisa Ōno      | Kazuhisa Ōno    | 20 grudnia 2023      |
| 50 | 13 | Spotkanie z losem Meet his fate            | Koji Aritomi      | Yoshifumi Sueda | 27 grudnia 2023      |